# Lucio di Britannia
Lucio di Britannia, noto come San Lucio (in inglese: Saint Lucius of Britain; fl. II secolo), è stata una figura leggendaria e forse un mitico re dei britanni al tempo dell'occupazione romana della Britannia di cui parla Goffredo di Monmouth nella sua Historia Regum Britanniae. Era figlio di re Coilo.
Molte leggende affermano che fu il primo sovrano cristiano di Britannia. Nel 179 è ricordata una lettera che egli avrebbe mandato a Papa Eleuterio con la richiesta di inviare missionari nell'isola per cristianizzare la popolazione e lui stesso fu battezzato. Nella sua Historia ecclesiastica gentis Anglorum Beda parla di un gran successo di questa iniziativa nella parte sud-occidentale dell'isola: Eleuterio inviò come missionari Fugano e Duviano e loro convertirono Lucio.
Durante il suo regno i missionari trasformarono i vecchi templi pagani in chiese e cattedrali. E furono instaurate anche delle diocesi. York divenne il centro per Albany e il regno di Deira, Londra per la Loegria e la Cornovaglia e Caerleon per la Cambria. I missionari tornarono a Roma, per tornare di nuovo nell'isola in maggior numero, così da predicare in modo più diffuso la nuova fede. Lucio si adoperò concedendo terre per le chiese e aiutando a convertire la gente.
È probabile che Lucio divenne lui stesso un missionario e viaggiò in Svizzera per predicare il Cristianesimo tra i Grigioni. Non lasciò eredi e dopo di lui scoppiò una lotta tra britanni e romani.
San Lucio, identificato talvolta con San Lucio di Coira, viene festeggiato il 3 dicembre e fu canonizzato con il metodo pre-congregazionale.